# Putāruru
Putāruru é uma pequena cidade no distrito de Waikato do Sul e na região de Waikato da Ilha Norte da Nova Zelândia. Situa-se no lado oeste das cordilheiras Mamaku e na bacia superior do rio Waihou. Fica no riacho Oraka 65 quilômetros a sudeste de Hamilton. A State Highway 1 e a ferrovia Kinleith Branch passam pela cidade.

## Nome
A cidade recebe o nome de um acontecimento histórico ocorrido nas proximidades. Korekore, uma neta de Raukawa, o fundador do Ngāti Raukawa, foi assassinada por seu marido Parahore. Seu servo Ruru testemunhou seu assassinato e escapou para a floresta onde se escondeu e esperou que Parahore e seus homens desistissem de persegui-lo. O local de saída da floresta foi denominado "Te Puta a Ruru" ou "saída de Ruru". Este foi eventualmente encurtado para Putāruru.